# Greenstone Ridge Trail
Le Greenstone Ridge Trail est un sentier de randonnée du comté de Keweenaw, dans le Michigan, aux États-Unis. Protégé au sein du parc national de l'Isle Royale, il parcourt l'Isle Royale dans le sens de sa longueur en atteignant son point culminant, le mont Desor. Il dessert également l'Ishpeming Fire Tower et l'Ojibway Fire Tower, deux tours de guet inscrites au Registre national des lieux historiques depuis 2021.